# Semiothisa conturbata
Semiothisa conturbata là một loài bướm đêm trong họ Geometridae.